# Иерусалим (опера)
Иерусалим (фр. Jérusalem) — опера Джузеппе Верди в 4 актах на либретто Гюстава Ваэза и Альфонса Руайе. Премьера состоялась в Париже 26 ноября 1847 года.

## История создания
В течение нескольких  лет Джузеппе Верди неоднократно отклонял предложения директора Гранд-опера написать оперу специально для  парижского театра, однако,  в 1847 году под влиянием многих факторов он изменил своё решение и предложил переработать написанную им раннее оперу «Ломбардцы в первом крестовом походе». Для Верди это означало не только дебют на парижской сцене, но и работу в новом для него направлении «большой оперы».
Либретто было значительно переработано, изменены имена действующих лиц, место действия, убраны некоторые персонажи. Премьера оперы состоялась в Королевской академии музыки 6 ноября 1847 года. Несмотря на пышные декорации, публика довольно холодно встретила постановку. Гораздо лучше встречали  «Иерусалим» в провинциальных французских городах. Спустя несколько лет французское либретто было переведено на итальянский язык. Опера была поставлена на сцене Ла Скала 26 декабря 1850 года.

## Действующие лица
| Роль                              | Голос         |
| --------------------------------- | ------------- |
| Гастон, виконт Беарна             | тенор         |
| Граф Тулузский                    | баритон       |
| Руджеро, брат графа               | баритон       |
| Елена, дочь графа                 | сопрано       |
| Изаура, её компаньонка            | меццо-сопрано |
| Раймонд, оруженосец графа         | бас           |
| Адемар де Монтейль, папский легат | бас           |
| Герольд                           | бас           |
| Солдат                            | бас           |
| Эмир Рамлы                        | бас           |

## Сюжет
Действие происходит в 1095 и 1099 годах.

### Акт I
Сцена I. Дворец графа Тулузского
Поздно ночью Гастон является в комнату Елены. Молодые люди любят друг друга и хотят пожениться, однако их семьи враждуют в течение многих лет. Теперь, когда Гастон отправляется в крестовый поход, семьи должны помириться. После того,  как Гастон покидает комнату девушки, Елена и её компаньонка Изаура встают перед алтарем, чтобы помолиться Господу и просить его сохранить юноше жизнь.
Сцена II. У стен часовни (капеллы)
Граф Тулузский объявляет о примирении двух семейств и разрешает Елене вступить в брак с Гастоном.  Руджеро, брата графа, съедает ревность - он давно и безответно влюблен в племянницу. Не в силах сдерживать злость, Руджеро уходит. Папский легат провозглашает, что Гастон возглавит крестовый поход. Гастон клянется в свой верности папскому престолу. В знак своей привязанности граф дарует юноше свой белый плащ. Процессия входит в часовню. В это же время появляется Руджеро - он задумал убить соперника. Решив осуществить свой план немедленно, Руджеро приказывает наемнику лишить жизни человека, который не наденет белый плащ. Получив приказ, солдат уходит.
Внутри часовни слышится шум - был убит граф Тулузский. Схваченный солдат сознается в преступлении, Руджеро удается добиться, чтобы в качестве организатора преступления он назвал не его, а Гастона. Тот отрицает свою вину, однако никто из присутствующих не верит ему; по решению папского легата в наказание за совершенное злодеяние он отправляется в изгнание.

### Акт II
Сцена I. Пещера в окрестностях города Рамла в Палестине
Съедаемый муками совести Руджеро удалился в пустыню, где молит Бога о прощении. В пещеру приходит Раймонд, оруженосец Гастона, который просит отшельника помочь ему - крестоносцы так и не вернулись домой из похода. Руджеро соглашается. В это же самое время в пещеру приходят Изаура и Елена, которые ищут человека, который мог бы им поведать о судьбе Гастона. Они крайне удивлены, увидев Раймонда; он сообщает им, что Гастон жив, но находится в плену близ Рамлы.
Сцена II. Дворец эмира в Рамле
Гастон в темнице, но мечтает быть вновь увидеться с Еленой. Он планирует план побега из дворца. Неожиданно появляется эмир, который говорит, что думать о побеге бессмысленно.

### Акт  III
Сцена I. Сад гарема
Елена в отчаянии: эмир поклялся отправить её голову крестоносцам в случае, если им удастся ворваться в город. Гастону удалось сбежать из плена и теперь он пытается отыскать Елену.

### Акт IV
Картина первая. Долина Иосафата. Перед решающей битвой крестоносцы и паломники обращаются мыслями к Богу. Руджеро решает спасти Гастона – он освобождает юношу и вручает ему меч: пусть Господь подтвердит его невиновность.
Картина вторая. Палатка графа Тулузского. Битва окончилась победой крестоносцев. Все хотят знать имя рыцаря, первым поднявшего знамя над завоёванным городом. Это Гастон. Все разгневаны, но тут в палатку вносят умирающего отшельника. Перед смертью Руджеро открывает всем своё имя и признаётся в совершённом преступлении. Искупивший грех героической смертью, он испускает последний вздох на руках простившего его брата, глядя на освобождённый Иерусалим.